# Pas dels Isards
El Pas dels Isards és una collada que es troba en el terme municipal de la Vall de Boí, a la comarca de l'Alta Ribagorça, i dins del Parc Nacional d'Aigüestortes i Estany de Sant Maurici.

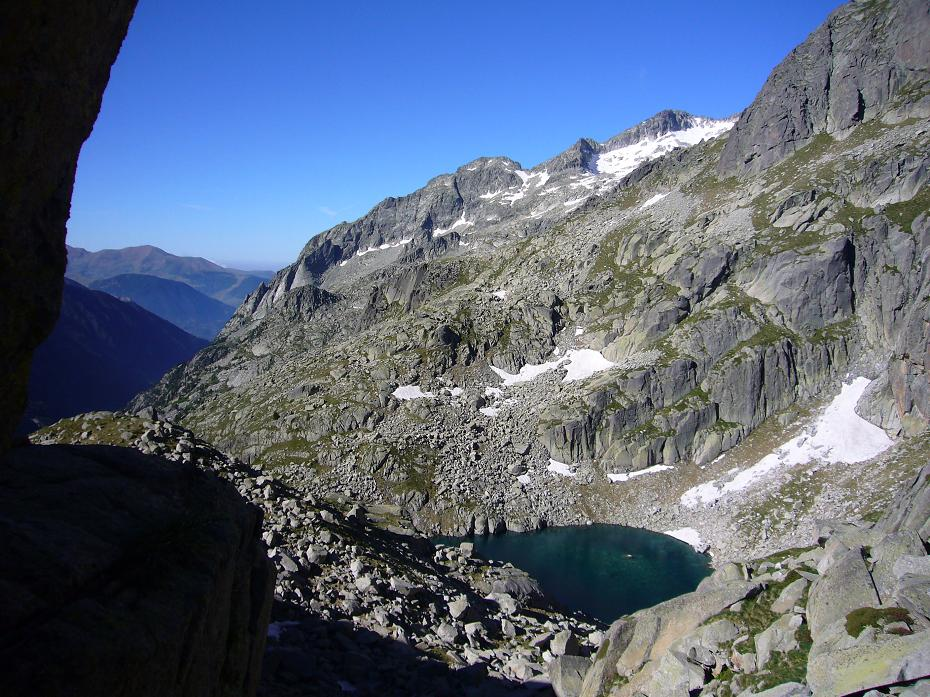
Damunt de l'estany es pot apreciar el Pas dels Isards.

El coll està situat a 2.746,5 metres d'alçada, entre la Punta d'Harlé (NO) i el Tossal Esbonllat (SE).